# Veyretella flabellata
Veyretella flabellata là một loài thực vật có hoa trong họ Lan. Loài này được Szlach., Marg. & Mytnik mô tả khoa học đầu tiên năm 2005.